# صبينة علييفا
صبينة ياشار قيزي علييفا (بالأذرية: Səbinə Yaşar qızı Əliyeva) شخصية الدولة والسياسية، موظفة مدنية، مفوضة حقوق الإنسان أذربيجانية – الأومبودسمان منذ 30 نوفمبرا عام 2019.

## حياتها
ولدت صبينة علييفا في مدينة باكو في 7 مايو 1980. صبينة علييفا هي ابنة السفير الأذربيجاني السابق لدى الصين، رجل الدولة والسياسي يشار علييف، زوجة النائب سيافوش نوفروزوف.
هي متزوجة ولديها طفلان.

## تعليمها
تلقت صبينة علييفا تعليمها الثانوية في مدرسة رقم 8 في مقاطعة نسيمي بدرجة الشرف في 1996. تخرجت من جامعة باكو الحكومية على تخصص قانون بدرجة الشرف بين 1996-2000.
واصلت تعليمها بدرجة ماجستير في كلية الحقوق لجامعة باكو الحكومية وتخرجت منها بمرتبة الشرف بين 2000-2002.
في 2009-2012 تلقت تعليمًا عاليًا إضافيًا في أكاديمية الإدارة العامة لدى رئيس جمهورية أذربيجان على تخصص علاقات دولية.
هي تجيد الروسية والإنجليزية.

## نشأتها
تعمل صبينة علييفا في المحكمة الدستورية منذ 2000. و تولت بمنصب نائبة رئيس الأركان من 2015.
حصلت على ميدالية «للامتياز في الخدمة المدنية» بموجب القرار رقم 2978 من رئيس جمهورية أذربيجان إلهام علييف في 27 يونيو عام 2013.
شاركت صبينة علييفا عدد المؤتمرات الدولية بما فيها في ندوات في يونان والمملكة المتحدة والصين، والنمسا.
في 29 نوفمبرا لعام 2020 تمت التعيين صبينة علييفا مفوضة حقوق الإنسان أذربيجانية – الأومبودسمان من قبل  الجمعية الوطنية من بين المرشحين الثلاثة الذين رشحهم رئيس جمهورية أذربيجان لمنصب مفوض حقوق الإنسان.